# Портлиш
Портлиш (енгл. Portlaoise, ир. Port Laoise) је значајан град у Републици Ирској, у средишњем делу државе. Град је у саставу округа округа Лиш и представља његово седиште и највећи град.

## Природни услови
Град Портлиш се налази у средишњем делу ирског острва и Републике Ирске и припада покрајини Ленстер. Град је удаљен 85 километара југозападно од Даблина. 
Портлиш је смештен у равничарском подручју источне Ирске. Надморска висина средишњег дела града је око 100 метара.
Клима: Клима у Портлишу је умерено континентална са изразитим утицајем Атлантика и Голфске струје. Стога град одликује блага и веома променљива клима.

## Историја
Подручје Портлиша било је насељено већ у време праисторије. Дато подручје је освојено од стране енглеских Нормана у крајем 12. века.
Претеча данашњег града је тврђава Лиш, чији остаци и данас постоје у градском језгру. Градња тврђаве започета је 1548. године са наменом јачег утврђивања енглеске власти у унутрашњости Ирске. Одмах се уз тврђацву јавља и насеље, које већ 1557. године добија градска права.
Портлиш је од 1921. године у саставу Републике Ирске. Опоравак града започео је тек последњих деценија, када је Портлиш поново забележио нагли развој и раст.

## Становништво
Према последњим проценама из 2011. године. Портлиш је имао нешто преко 3 хиљаде становника у самом граду и око 15 хиљада у широј градској зони. Последњих година број становника у граду се повећава.

## Привреда
Портлиш је вековима познат као важно саобраћајно чвориште у средишњој Ирској. Последњих деценија градска привреда се махом заснива на пословању, трговини, услугама и складиштењу.

## Галерија
- Здање суда
- Главна улица у Портлишу
- Саборна црква Светих Петра и Павла